# Apamea arabs
Apamea arabs là một loài bướm đêm trong họ Noctuidae.